# فرانچی دیویس
فرانچی دیویس (انگلیسی: Frenchie Davis؛ زادهٔ ۷ مهٔ ۱۹۷۹) موسیقی‌دان اهل ایالات متحده آمریکا است. وی از سال ۲۰۰۳ میلادی تاکنون مشغول فعالیت بوده‌است.